# Xã Morton, Quận Knox, Nebraska
Xã Morton (tiếng Anh: Morton Township) là một xã thuộc quận Knox, tiểu bang Nebraska, Hoa Kỳ. Năm 2010, dân số của xã này là 181 người.